# 那須資之 (3代当主)
那須 資之（なす すけゆき）は、平安時代末期から鎌倉時代初期にかけての武将。那須氏3代当主。
初代当主・那須資隆の五男として誕生。
治承4年（1180年）からの治承・寿永の乱の際、那須氏は与一（宗隆、後に資隆）・十郎為隆以外は平氏方に与したため、那須氏の家督は源氏方に与した弟・与一が継いだ。
資之ら与一の兄達は初め敵対したが帰順し与一から所領を与えられた。後に与一が子の無いまま出家したため、資之が那須氏の跡を継いで当主となった。資之には子・資広が兄・福原久隆の養子となっていたため跡継ぎがなく、継承時期は不明だが那須頼資に娘を娶わせて跡を継がせている。